# Bão Meranti (2016)
Bão Meranti, biết đến ở Philippines với tên gọi Bão Ferdie, hay cơn bão số 5 ở Việt Nam, là một trong những xoáy thuận nhiệt đới dữ dội nhất từng được ghi nhận. Ảnh hưởng đến Quần đảo Batanes của Philippines, Đài Loan, cũng như tỉnh Phúc Kiến của Trung Quốc trong tháng 9 năm 2016, Meranti hình thành như một áp thấp nhiệt đới vào ngày 08 tháng 9 gần Đảo Guam. Di chuyển về phía tây tây bắc, Meranti mạnh dần cho đến ngày 11 tháng 9, tại thời điểm đó, nó bắt đầu thời kỳ mạnh lên nhanh chóng. Nó trở thành siêu bão vào sáng sớm ngày 12 tháng 9, khi nó đi qua eo biển Luzon, cuối cùng đạt cường độ cực đại vào ngày 13 tháng 9 với sức gió duy trì trong 1 phút là 315 km / h (195 dặm / giờ). Ngay sau đó, nó trượt thẳng qua đảo Itbayat. Meranti đã đi đến phía nam Đài Loan với cấp độ siêu bão, và bắt đầu suy yếu dần do tác động của tương tác đất liền. Đến ngày 15 tháng 9, nó tấn công tỉnh Phúc Kiến với sức mạnh của cơn bão cấp 2 trong thang bão tương ứng, trở thành cơn bão mạnh nhất được ghi nhận ảnh hưởng đến tỉnh này. Khi di chuyển vào đất liền, sự suy yếu nhanh chóng xảy ra sau đó và Meranti trở thành xoáy thuận ngoại nhiệt đới vào ngày hôm sau, tan biến ngay sau đó sau khi đi qua phía nam Bán đảo Triều Tiên.
Đảo Itbayat đã hứng chịu một đợt tấn công trực tiếp từ siêu bão gần với cường độ cực đại, cắt đứt mọi sự liên lạc với đảo trong vài ngày. Không có trường hợp tử vong nào được báo cáo từ hòn đảo . Các cơn bão gây ra thiệt hại lên đến 244,99 triệu Peso Philipines (5,16 triệu đô la Mỹ) trên đảo. Tuy nhiên, tác động trực tiếp và tốn kém nhất được ghi nhận ở miền đông Trung Quốc, nơi 45 người thiệt mạng vì lũ lụt. Tổng thiệt hại kinh tế Trung Quốc chạm ngưỡng 31,78 tỷ nhân dân tệ (4,76 tỷ đô la Mỹ). Tổng cộng, Meranti đã gây thiệt hại 4,79 tỷ đô la Mỹ và khiến 47 người thiệt mạng.
Trong thời gian tồn tại của nó, Meranti đã phá vỡ hoặc xếp ngang hàng một số kỷ lục khí tượng. Với sức gió duy trì trong 1 phút được Trung tâm Cảnh báo Bão Liên hợp (JTWC) ước tính là 315 km / h (195 dặm / giờ), Meranti cùng với Haiyan vào năm 2013 và Goni vào năm 2020 là những xoáy thuận nhiệt đới mạnh thứ hai được ghi nhận dựa theo tốc độ gió và xoáy thuận nhiệt đới mạnh nhất ở phía Đông Bán cầu. Ngoài ra, xét về sức gió duy trì trong 1 phút, cơn bão đổ bộ vào đảo Itbayat ngay sau khi có cường độ cực đại khiến nó cùng với Haiyan là xoáy thuận nhiệt đới đổ bộ mạnh thứ hai được ghi nhận, chỉ sau Goni. Áp suất ước tính 890 mbar (26 inHg) cũng là mức thấp nhất được ghi nhận ở Tây Thái Bình Dương kể từ bão Megi trong năm 2010. Meranti cũng chính là cơn bão mạnh nhất thế giới năm 2016.

## Lịch sử khí tượng
Vào ngày 8 tháng 9, Trung tâm Cảnh báo bão Liên hợp (JTWC) đã ban hành một Cảnh báo Hình thành Cơn bão Nhiệt đới cho một khu vực đối lưu cách 155 km (96 mi) về phía tây của Guam ở phía tây Thái Bình Dương. Theo cơ quan, lưu thông đã nhanh chóng củng cố cùng với các dải mưa bị phân mảnh. Vào lúc 18:00 UTC đêm đó, Cơ quan Khí tượng Nhật Bản (JMA) đã phân loại hệ thống này thành một áp thấp nhiệt đới. Vào ngày hôm sau, JTWC đã phân loại nó là áp thấp nhiệt đới 16W. Vào thời điểm đó, hệ thống non trẻ đã di chuyển chậm từ tây sang tây bắc qua một vùng cắt gió thấp, được điều khiển bởi các rặng núi ở phía bắc và tây nam. Tăng đối lưu nhưng bị phân mảnh, hoặc giông bão, được thúc đẩy bởi nhiệt độ nước ấm bất thường và chảy ra từ phía nam. Vào lúc 06:00 UTC ngày 10 tháng 9, JMA đã nâng cấp nó lên thành bão nhiệt đới Meranti, uốn khúc theo hướng riêng của nó trong khi củng cố.
Cắt gió phía bắc chuyển dịch đối lưu sâu nhất về phía nam lưu thông của Meranti, mặc dù các dải mưa và một u ám dày đặc trung tâm tiếp tục phát triển khi gió cắt giảm. Vào đầu ngày 11 tháng 9, phong trào của cơn bão đã ổn định về phía tây-tây bắc, phía nam của sườn núi. Vào lúc 06:00 UTC ngày hôm đó, JMA đã nâng cấp Meranti lên trạng thái bão, và ngay sau đó JTWC tuân theo. Cấu trúc của cơn bão tiếp tục được cải thiện, với dòng chảy tăng lên. Một con mắt nhỏ 9 km (5,6 mi) được phát triển trong các cơn giông bão xoắn ốc, báo hiệu rằng Meranti đang tăng cường nhanh chóng. Vào lúc 06:00 UTC ngày 12 tháng 9, JTWC nâng cấp Meranti thành một cơn bão lớn, với vận tốc gió tối đa 1 phút là 240 km/h (150 dặm một giờ). Sáu giờ sau, JTWC ước tính 1 phút duy trì gió dài 285 km/h (tương đương 180 mph), tương đương với Hạng 5 trên thang Saffir-Simpson, trong khi ghi nhận "một môi trường cực kỳ thuận lợi", và mắt đã trở thành thậm chí đối xứng hơn trong đối lưu dữ dội. Dòng chảy được tăng cường bởi một cơn lốc xoáy mạnh mẽ trên Meranti thúc đẩy sự tăng cường, và cơn bão đạt đỉnh cường độ vào ngày 13 tháng 9 trong khi đi qua eo biển Luzon.
JMA ước tính đỉnh cao 10 phút duy trì gió là 220 km/h (140 mph) và áp suất khí quyển tối thiểu 890  hPa (mbar; 26,28  inHg), trong khi JTWC ước tính các cơn gió dài 1 phút duy trì 315 km/h (195 mph). Dựa trên ước tính áp suất JMA, Meranti là một trong những cơn bão nhiệt đới mạnh nhất. Ước tính gió của JTWC khiến Meranti trở thành cơn bão nhiệt đới mạnh nhất theo tốc độ gió trên toàn thế giới trong năm 2016, vượt qua cơn bão lốc Winston, có gió lớn 285 km/h (180 dặm / giờ) khi nó tấn công Fiji vào tháng Hai. Cuối ngày 13 tháng 9, cơn bão đổ bộ vào 83 km 2(32 sq mi) đảo Itbayat ở tỉnh Batanes của Philippines ngay sau khi đạt được cường độ đỉnh, với gió là 305 km/h (190 dặm một giờ). Vào khoảng 03:15 CST ngày 15 tháng 9 (19:15 UTC ngày 14 tháng 9), Meranti đâm sầm vào Quận Xiang'an, Hạ Môn ở Phúc Kiến, Trung Quốc với sức gió kéo dài 2 phút 187 km/h (116 dặm một giờ), khiến nó trở thành cơn bão mạnh thứ hai từng rơi vào tỉnh Phúc Kiến của Trung Quốc.

## Ảnh hưởng

### Philippines

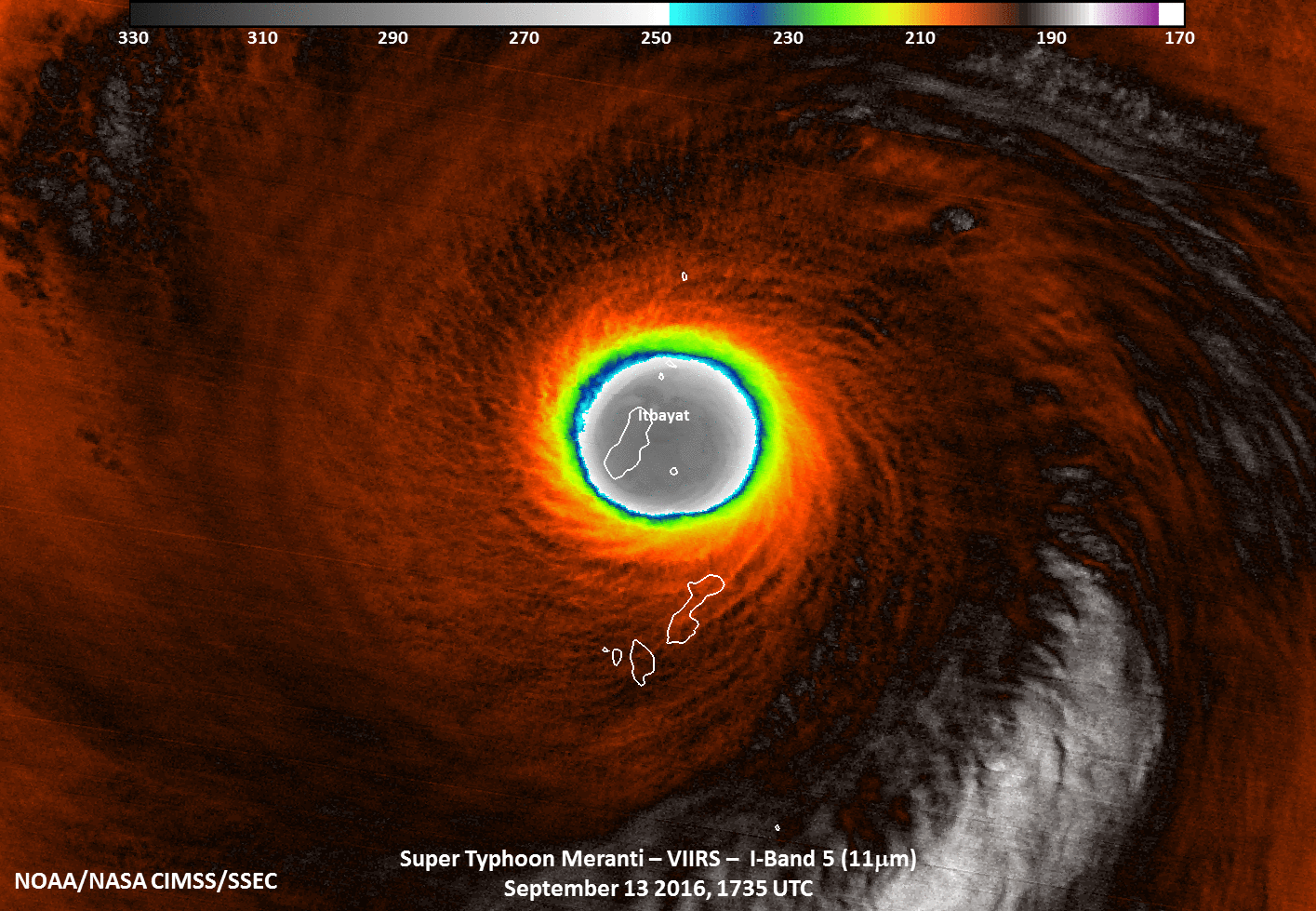
Mắt của bão Meranti di chuyển qua Itbayat vào lúc 17:35 UTC ngày 13 tháng 9 năm 2016

Meranti đổ bộ vào tỉnh Batanes phía bắc Philippines khi nó đang mạnh nhất, đi thẳng vào đảo Itbayat; đảo này bị cô lập sau cơn bão khi thông tin liên lạc đã bị mất từ ngày 14. Từ các tin nhắn của các thành viên gia đình, người dân ở Itbayat báo cáo các ngôi nhà bằng đá tại đảo bị lắc mãnh liệt khi bão tới. Đánh giá ngày 17 cho biết có 292 ngôi nhà bị phá hủy và 932 ngôi nhà đã bị hư hại trên toàn tỉnh Batanes. Tổng số thiệt hại vượt quá ₱65.9 triệu (1.37 triệu USD) cho đến nay. Hơn 10.000 người đã bị ảnh hưởng do cơn bão, với nhiều người thiếu nước sạch. Tình trạng khẩn cấp đã được tuyên bố trên toàn tỉnh vào ngày 15.
Các nỗ lực cứu trợ của chính phủ được đưa đến Itbayat vào ngày 18, với báo cáo không có thương vong nào trên đảo.

### Đài Loan
Ít nhất là hai người đã chết tại Đài Loan. Gần 1 triệu hộ gia đình bị mất điện và 720 nghìn người bị mất nguồn nước. Tổn thất ngành nông nghiệp vượt quá 3.15 triệu USD. Một ngọn hải đăng ở Đài Đông sụp đổ và sóng lớn đánh đứt dây cáp neo của 10 tàu tại cảng Cao Hùng.

### Trung Quốc đại lục
Bão Meranti gây ra thiệt hại nặng nề tại các tỉnh Phúc Kiến và Chiết Giang. Tại tỉnh Phúc Kiến, cơn bão đã giết 18 người và làm 11 người khác mất tích. Gió bão và lũ lụt gây thiệt hại to lớn, gây ra thiệt hại kinh tế hơn 16.9 tỷ NDT (2.6 tỷ USD). Các thành phố Hạ Môn, Tuyền Châu, và Chương Châu đã bị tê liệt khi Meranti đi qua. Lũ lụt tại Vĩnh Xuân đã phá hủy một cây cầu cổ 871 năm tuổi đã được phân loại di sản được bảo vệ. Lụt ở Chiết Giang đã làm chết ít nhất 10 người và làm 4 người khác mất tích. Ít nhất 902 ngôi nhà sụp đổ và 1.5 triệu người đã bị cơn bão làm ảnh hưởng.